# خط تندوزه

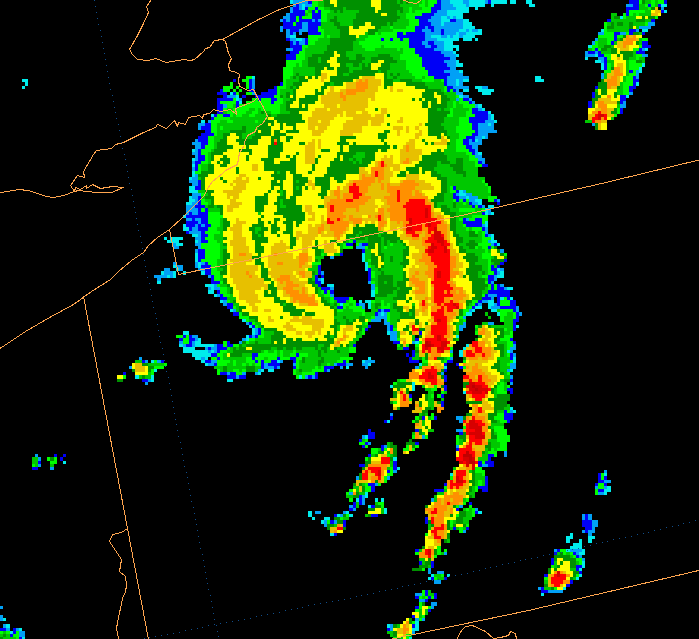
تصویر رادار هواشناسی از یک تاوه همرفتی میان‌مقیاس (MCV) بر فراز پنسیلوانیا با یک خط تندوَزه پیشرو

خط تندوَزه (انگلیسی: Squall line) یا به‌صورت دقیق‌تر سامانه همرفتی شبه‌خطی (QLCS)، خطی از توفان تندری است که اغلب در امتداد یا جلوتر از یک جبهه سرد تشکیل می‌شود. در اوایل سده بیستم، این اصطلاح به عنوان مترادفی برای جبهه سرد (که اغلب با جابه‌جایی‌های ناگهانی و تندباد همراه است) استفاده می‌شد. ساختارهای خطی توفان تندری اغلب حاوی بارش‌های سنگین، تگرگ، آذرخش‌های مکرّر، بادهای خط مستقیم و در مواردی پیچند یا پیچند دریایی هستند. بادهای خط مستقیم به‌ویژه می‌توانند در جایی رخ دهند که ساختار خطی به شکل پژواک کمانی شکل می‌گیرد. پیچندها می‌توانند در امتداد امواجی با الگوی موج پژواک خطی (LEWP) رخ دهند، جایی که در آن مراکز کم‌فشار میان‌مقیاس وجود دارد. برخی از پژواک‌های کمانی می‌توانند با رشد و با حرکت سریع در منطقه‌ای بزرگ، به درچو تبدیل شوند. در لبه پشت نوار باران مرتبط با خطوط بالغ تندوزه، در موارد بسیار نادر که با دماجهش همراه است، یک کم‌فشار پسایه می‌تواند حضور داشته باشد.